# Các cuộc thanh trừng ở Thổ Nhĩ Kỳ 2016

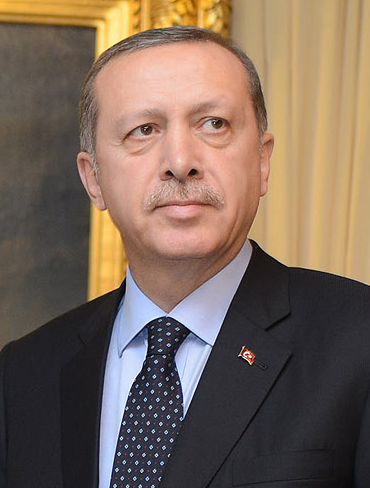
Tổng thống Recep Tayyip Erdoğan

Các cuộc thanh trừng ở Thổ Nhĩ Kỳ 2016 là những cuộc thanh trừng chính trị đang được tiến hành trong hệ thống tư pháp, công an, giáo dục và các lĩnh vực khác trong dịch vụ dân sự Thổ Nhĩ Kỳ ngay sau nỗ lực Đảo chính Thổ Nhĩ Kỳ 2016 trong nhiệm kỳ tổng thống của ông Recep Tayyip Erdoğan. Bắt đầu ngay từ ngày 16 Tháng 7 năm 2016, 2.745 thẩm phán đã bị sa thải và bị giam giữ. Cho tới ngày 20 tháng 7 năm 2016, khoảng 50.000 quan chức đã bị sa thải, giam giữ, hay bị đình chỉ công việc.
Điều này diễn ra trong bối cảnh tạm thời đình chỉ Công ước châu Âu về Nhân quyền và có dấu hiệu cho thấy hình phạt tử hình, bị bãi bỏ vào năm 2004, có thể được giới thiệu lại. Ngoài ra Tổng thống Erdoğan đã ban hành tình trạng khẩn cấp kéo dài 3 tháng.

## Bối cảnh
Năm 2005, một người đàn ông tự cho là có quan hệ với phong trào Gülen liên lạc với Đại sứ Mỹ tại Thổ Nhĩ Kỳ Eric S. Edelman trong một bữa tiệc ở Istanbul và đưa cho ông ta một phong bì có chứa một tài liệu được cho là có đầy chi tiết về kế hoạch cho một cuộc đảo chính sắp xảy ra của quân đội Thổ Nhĩ Kỳ đối với chính quyền. Tuy nhiên, các tài liệu đã sớm được nhận ra là giả mạo. Các thành viên của Gülen cho là về căn bản đây là một phong trào "dân sự" và nó không có nguyện vọng chính trị.
Vào tháng 1 năm 2014, trong cuộc điều tra về tham nhũng tại Thổ Nhĩ Kỳ, 96 thẩm phán và công tố viên, bao gồm cả công tố viên trưởng của Izmir, Huseyin Bas, đã được chuyển đi nơi khác, làm cho cuộc điều tra này phải chấm dứt. Tổng cộng 120 thẩm phán và công tố viên đã bị đổi chỗ làm việc.
Vào thời điểm đó, The Daily Telegraph mô tả các sự kiện như "các cuộc thanh trừng lớn nhất của ngành tư pháp trong lịch sử Thổ Nhĩ Kỳ".

Từ năm 2014 đến giữa năm 2016, các cuộc thanh trừng lặp đi lặp lại của các quan chức dân sự, quân sự và tư pháp đã diễn ra ở Thổ Nhĩ Kỳ, chủ yếu nhằm vào người theo Fethullah Gülen, một đồng minh cũ của tổng thống Thổ Nhĩ Kỳ Recep Tayyip Erdoğan.
Theo phát ngôn viên Đảng AKP Aktay, hiện có 10.410 người bị bắt giữ, trong đó có 7.423 binh lính, 287 cảnh sát, 2014 thẩm phán và công tố viên cũng như 686 thường dân khác. Trong số người trong quân đội bị bắt có 162 tướng lĩnh - gần như phân nửa số các tướng lĩnh.

## Các cuộc thanh trừng tháng 7 năm 2016
Sau khi cuộc đảo chính thất bại, trong bài phát biểu đầu tiên sau đó Erdoğan cho rằng, cuộc đảo chính là một "món quà của Chúa" vì nó sẽ cho phép ông ta "làm sạch" quân đội từ các "virus" Gülen và tạo ra một "Thổ Nhĩ Kỳ mới".
Một cuộc thanh trừng rộng lớn các dịch vụ dân sự của Thổ Nhĩ Kỳ đã bắt đầu ngay ngày hôm đó, Tổng thống Erdoğan cảnh báo đối thủ của ông rằng "họ sẽ phải trả một giá đắt cho việc này."  The New York Times mô tả những cuộc thanh trừng như một "phản đảo chính" và dự kiến Erdoğan "sẽ thù hận hơn và tìm cách kiểm soát mọi thứ hơn bao giờ hết, khai thác cuộc khủng hoảng không chỉ để trừng phạt những người lính nổi loạn mà còn để tiếp tục dập tắt bất cứ điều gì bất đồng còn lại ở Thổ Nhĩ Kỳ".
Sau khi những người biểu tình hô vang đòi đưa trở lại hình phạt tử hình, trước đây bị bãi bỏ bởi Thổ Nhĩ Kỳ vào năm 2004, Erdoğan chỉ ra rằng đây là một điều có thể xảy ra, mà sẽ được thảo luận tại quốc hội, và cho là, trong một nền dân chủ, ý chí của người dân phải được tôn trọng. Ngày 21 tháng 7, Chính phủ Thổ Nhĩ Kỳ thông báo, họ sẽ đình chỉ Công ước châu Âu về Nhân quyền trong tình trạng khẩn cấp tạm thời.

### Quân đội
Thủ tướng Binali Yıldırım công bố vào ngày 16 tháng 7 năm 2016, 2.839 binh lính thuộc nhiều cấp bậc khác nhau, đã bị bắt giữ. Trong số những người bị bắt có ít nhất 34 vị tướng hay đô đốc. Một số học viên của trường trung học Quân sự Kuleli, đủ để lấp đầy 5 xe buýt, cũng đã bị bắt giam. Đến ngày 18 tháng 7 năm 2016, tổng cộng có 103 tướng lĩnh và đô đốc đã bị giam giữ bởi chính quyền Thổ Nhĩ Kỳ liên quan đến cuộc đảo chính.
Yasemin Özata Çetinkaya, thống đốc của tỉnh Sinop, đã bị cách chức và chồng bà, một đại tá trong quân đội Thổ Nhĩ Kỳ, bị bắt giữ. Quân đội Thổ Nhĩ Kỳ cũng đã tiến hành một cuộc bố ráp tại Học viện Không quân Thổ Nhĩ Kỳ ở Istanbul.
Chủ tịch của cơ quan Tôn giáo cũng nói rằng họ sẽ không được cung cấp dịch vụ tang lễ tôn giáo cho những người đảo chính đã chết, ngoại trừ "các tư nhân và các quan chức cấp thấp bị bắt buộc bằng vũ lực và đe dọa phải dính líu vào cuộc xung đột mà không biết chuyện gì đang xảy ra".
Thủ tướng Yildirim tuyên bố ngày 22.7 sẽ giải tán Sư đoàn Bảo vệ Tổng thống gồm 2.500 người, liên quan đến vụ đảo chính 300 binh lính đã bị bắt giữ.

### Cảnh sát và Tư pháp
Vào ngày 16 tháng 7 năm 2016, các Hội đồng tối cao của Thẩm phán và công tố viên của Thổ Nhĩ Kỳ (HSYK) đã cách chức 2.745 thẩm phán Thổ Nhĩ Kỳ từ nhiệm vụ và ra lệnh bắt giam họ. Trong số những thẩm phán, 541 là trong ngành tư pháp hành chính và 2.204 thuộc ngành tư pháp hình sự. Con số này lên tới khoảng 36% của tất cả các thẩm phán tại Thổ Nhĩ Kỳ vào thời điểm đó. Hai thẩm phán từ Tòa án Hiến pháp của Thổ Nhĩ Kỳ, Alparslan Altan và Erdal Tercan, đã bị bắt giữ bởi chính quyền Thổ Nhĩ Kỳ vì cho là có mối quan hệ với phong trào Gülen, trong khi 5 thành viên của HSYK bị thu hồi chức vụ thành viên của họ và 10 thành viên của Hội đồng của Nhà nước Thổ Nhĩ Kỳ đã bị bắt giữ về tội là thành viên của một nhà nước song song. Hơn nữa, lệnh bắt đã được cấp cho 48 thành viên của Hội đồng Nhà nước và 140 thành viên của Tòa án tối cao (Court of Cassation).
Cho tới ngày 18 Tháng 7 năm 2016, Chính phủ Thổ Nhĩ Kỳ đã đình chỉ nhiệm vụ 8.777 quan chức Chính phủ trên toàn quốc bị cáo buộc có liên kết với thủ phạm cuộc đảo chính. Trong số những người bị đình chỉ bao gồm 7.899 nhân viên công an, 614 nhân viên cảnh sát địa phương, 47 thống đốc huyện và 30 thống đốc khu vực. Tính đến ngày 19 tháng 7 năm 2016, 755 thẩm phán và công tố viên đã bị bắt giữ liên quan đến âm mưu đảo chính.
Theo hãng thông tấn nhà nước Anadolu vào ngày 28.7, viện kiểm sát Thổ muốn tịch thu tài sản tư nhân của 3000 thẩm phán và công tố viên đã bị cho thôi việc, mà bị cho là có liên hệ với phong trào của nhà truyền đạo Fetullah Gülen. Theo bộ Nội vụ hiện có 1600 thẩm phán và công tố viên bị tạm giam để điều tra.

### Giáo dục
Cho đến nay cuộc thanh trừng lớn nhất là trong Bộ Giáo dục Quốc gia, nơi 15.200 giáo viên đã bị đình chỉ làm việc. Giấy phép của 21.000 giáo viên trong khu vực tư nhân cũng bị hủy bỏ. Hội đồng Giáo dục Đại học buộc tất cả các trưởng khoa của các trường đại học nhà nước và tư nhân, số lượng 1577, phải từ chức. 626 cơ sở giáo dục, chủ yếu là tư nhân, đã bị đóng cửa.
Ngày 20 tháng bảy, tại Burdur, một trường học, một trường luyện thi và bốn ký túc xá sinh viên đã bị đóng cửa. Ngoài ra, một lệnh cấm lưu hành được ban ra cho các khoa học gia, ngăn ngừa họ rời khỏi đất nước.

### Dịch vụ dân sự
Sau một loạt các vụ bắt giữ và thanh trừng trong khắp chính quyền, Thủ tướng Chính phủ Yıldırım công bố vào 18 tháng 7 năm 2016 việc nghỉ phép hàng năm cho tất cả các cán bộ công chức đã bị đình chỉ, và tất cả những người đang nghỉ phải quay trở lại làm việc. Hơn 3 triệu công chức bị ảnh hưởng. Ngoài ra, nhân viên khu vực công cộng đã bị cấm rời khỏi đất nước.
Phó Thị trưởng Quận Şişli thuộc thành phố Istanbul, Cemil Candaş, bị bắn vào đầu trong Văn phòng của ông bởi một kẻ tấn công không xác định được danh tính vào ngày 18 tháng 7 năm 2016. Trong khi đó, Quốc hội Thổ Nhĩ Kỳ đã được sơ tán do lo ngại an ninh không xác định.
Vào chiều ngày 19 tháng 7, số lượng nhân viên công chức bị đình chỉ đã đạt đến con số 49.321. Trong Bộ Tài chính, hơn 1500 nhân viên đã bị đình chỉ. Trong cơ quan Thủ tướng Chính phủ, 257 nhân viên, trong đó có sáu cố vấn, đã bị đình chỉ. Chủ tịch cơ quan về vấn đề Tôn giáo đình chỉ 492 nhân viên, trong đó có ba học giả luật pháp tôn giáo (mufti) cấp tỉnh. Số lượng nhân viên bị đình chỉ trong tổ chức tình báo quốc gia và Bộ Gia đình và Chính sách Xã hội là 100 và 393.
Vào ngày 20 tháng 7 năm 2016, Bộ trưởng Thanh niên và Thể thao Akif Çağatay Kılıç thông báo rằng 245 nhân viên trong Bộ của ông đã bị sa thải. Bộ Năng lượng báo cáo 300 nhân viên đã được cho nghỉ, và Bộ Hải quan cho biết 184 nhân viên bị sa thải.

### Tôn giáo
Nhà cầm quyền cho biết, Cơ quan tôn giáo Thổ đã sa thải 1.112 nhân viên trong đó có người truyền đạo và giáo viên Koran vì nghi ngờ họ đã hỗ trợ cuộc đảo chính chống lại tổng thống Recep Tayyip Erdoğan.

### Truyền thông
Giấy phép của 24 kênh phát thanh, truyền hình và thẻ nhà báo của 34 phóng viên bị buộc tội có liên quan đến Gülen đã bị thu hồi. Hai người đã bị bắt vì ca ngợi nỗ lực đảo chính và xúc phạm Tổng thống Erdoğan trên phương tiện truyền thông xã hội.
Tổng cộng 3 hãng thông tấn xã, 16 đài truyền hình, 23 đài truyền thanh và 45 tờ báo bị đóng cửa. Trước đó, cơ quan tư pháp Thổ đã ra lệnh bắt 47 cựu nhân viên tờ báo "Zaman". "Zaman" trước khi bị chính phủ chiếm lấy, là tờ báo quan trọng của phong trào của Gülen, người mà chính phủ Thổ cho là chủ mưu cuộc đảo chính hụt.

## Tình trạng khẩn cấp
Trong sắc lệnh đầu tiên trong tình trạng khẩn cấp Erdogan đã ra lệnh như sau:
- Đóng cửa 1000 trường tư cũng như 1229 tổ chức từ thiện và các quỹ, 19 công đoàn, 15 cơ sở đại học và 35 cơ sở y tế. Nguyên nhân là có dính líu tới nhà truyền đạo Fethullah Gülen, mà Erdogan cáo buộc trách nhiệm cho cuộc đảo chính. Thời gian mà một người bị bắt giam không cáo trạng tăng từ 4 lên 30 người.
- 11.000 hộ chiếu nhất là của công chức bị tuyên bố là không có giá trị. Tại phi trường các công chức phải trình giấy chứng nhận của cơ quan của mình là được phép ra khỏi nước. Điều này có hiệu lực với cả vợ chồng và con cái, để các công chức không trốn ra nước ngoài.[46]

## Phản ứng

### Trong nước
Ngày 29.7, Thủ lĩnh Đảng Cộng hòa (CHP) đối lập, Kemal Kilicdaroglu, cảnh cáo việc bắt người vô tội, cho việc bắt giam các ký giả sẽ làm thiệt hại nền Dân chủ. Tuy nhiên ông ta đồng thời đã bào chữa cho những hành động mạnh bạo chống lại phong trào Gülen, cho là một phần của phong trào đã làm việc với phe đảo chính.

### Hoa Kỳ và Pháp
Vào ngày 18 tháng 7, Bộ trưởng Ngoại giao Mỹ John Kerry kêu gọi nhà chức trách Thổ Nhĩ Kỳ hãy ngưng sự đàn áp ngày càng tăng đối với công dân của mình, cho thấy rằng việc đàn áp có nghĩa là "đàn áp bất đồng chính kiến". Ngoại trưởng Pháp Jean-Marc Ayrault phản ứng lại các cuộc thanh trừng, lên tiếng lo ngại, cảnh cáo chống lại một "hệ thống chính trị mà quay lưng lại với dân chủ".

### Liên Hợp Quốc
Liên Hợp Quốc bị cáo buộc là cho đến nay (21.07) không đáp ứng chống lại các cuộc thanh trừng đó, có liên quan đến một số lượng lớn người dân từ nhiều cấp bậc xã hội, trong khi cùng một lúc cũng thất bại trong việc lên án cuộc đảo chính do quyền phủ quyết của Ai Cập chống lại một quyết nghị theo hướng đó.
Ngày 22.7, tổng thư ký Liên Hợp Quốc Ban Ki Moon kêu gọi Thổ tôn trọng nhân quyền và trật tự hiến pháp, trong đó có quyền tự do ngôn luận, tự do hội họp và sự độc lập của luật pháp và tòa án.

### Kinh tế
- Vào ngày thứ Tư, tổ chức xếp hạng tín nhiệm Standard & Poor’s đã chính thức hạ xếp hạng tín nhiệm của Thổ Nhĩ Kỳ xuống mức “không đầu tư” - “junk”. Các chuyên gia phân tích kinh tế thuộc Standard & Poor’s cảnh báo Thổ Nhĩ Kỳ sẽ đối diện với nhiều rủi ro về biến động dòng vốn đầu tư vào đất nước khi mà tình hình ổn định chính trị xấu đi. Đồng Lira, đồng nội tệ của Thổ Nhĩ Kỳ, giảm giá 1,4% xuống mức 3,0834 Lira/USD - mức thấp chưa từng có so với đồng USD.[51]

## Phân tích
Can Dündar, chủ bút tờ báo hàng ngày Cumhuriyet, mô tả những cuộc thanh trừng như là một phần của một mô hình lịch sử của quyền lực chính trị ở Thổ Nhĩ Kỳ chuyển qua lại giữa quân đội thế tục đối với các tổ chức tôn giáo, với các nhà dân chủ đứng giữa có rất ít quyền lực để ngăn chặn các dao động lặp đi lặp lại, nhưng tệ hơn chu kỳ trước đó. Ông mô tả các cuộc thanh trừng năm 2016 là "vụ săn lùng phù thủy lớn nhất trong lịch sử của Thổ Nhĩ Kỳ". Henri J. Barkey, Giám đốc Chương trình Trung Đông của Trung tâm Quốc tế cho học giả Woodrow Wilson, so sánh các cuộc thanh trừng năm 2016 ở Thổ Nhĩ Kỳ với cuộc Cách mạng Văn hóa của Mao Trạch Đông bắt đầu từ năm 1966 và Cách mạng Văn hóa Iran, trong đó giới hàn lâm của Iran đã bị thanh trừng trong thời kỳ 1980-1987.